# 纳雷科圣母主教座堂 (布宜诺斯艾利斯)
纳雷科圣母主教座堂是一座亚美尼亚礼天主教会的主教座堂，与教宗共融。它位于 阿根廷首都布宜诺斯艾利斯Charcas 街。它是布宜诺斯艾利斯的五座天主教主教座堂之一，另外几座分别是罗马礼的布宜诺斯艾利斯都主教座堂和海星聖母主教座堂（阿根廷軍中教長區）, 馬龍尼禮的聖馬龍主教座堂，以及乌克兰希腊礼的聖母主保主教座堂。不要与亚美尼亚使徒教会的圣额我略主教座堂混淆。
1942年，此处建立小教堂。1971-1981年建造新教堂。 1983年，教堂前开辟为亚拉腊山广场（Mount Ararat Square），1998年建成喷泉。 该堂是亞美尼亞禮天主教布宜諾斯艾利斯納萊克的聖額我略教區的主教座堂，教區成立於1989年。

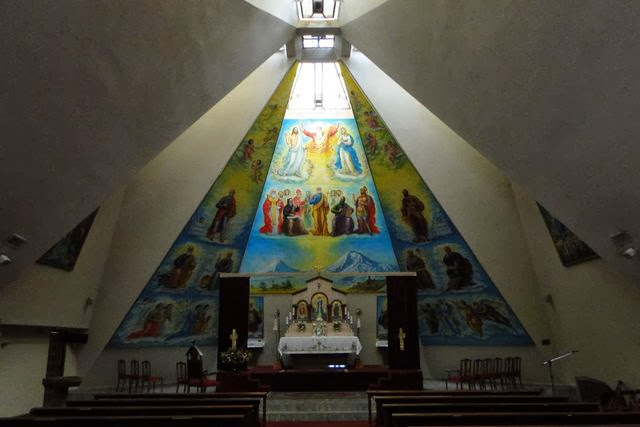
内部